# Bahnstrecke Pöchlarn–Kienberg-Gaming
| |                               |                                           |                                           |
| Streckennummer: | 155 01                        |                                           |                                           |
| Kursbuchstrecke (ÖBB): | 120 (Pöchlarn – Scheibbs)     |                                           |                                           |
| Streckenlänge: | 37,784 (26,865 in Betrieb) km |                                           |                                           |
| Spurweite: | 1435 mm (Normalspur)          |                                           |                                           |
| Maximale Neigung: | 14 ‰                          |                                           |                                           |
| Minimaler Radius: | 141 m                         |                                           |                                           |
| Streckengeschwindigkeit: | 60 km/h                       |                                           |                                           |
| |                               |                                           |                                           |
| \| \| \| Westbahn von Wien \| \| \| \| 0,000 \| Pöchlarn \| 214 m ü. A. \| \| \| 1,119 \| Westbahn nach Salzburg \| Westbahn nach Salzburg \| \| \| \| AB Bramac \| \| \| \| 4,370 \| Erlauf \| 223 m ü. A. \| \| \| \| Erlauf \| \| \| \| \| West Autobahn \| \| \| \| 8,852 \| Anschlussgleis Fa. Wopfinger \| Anschlussgleis Fa. Wopfinger \| \| \| 9,738 \| Petzenkirchen \| 242 m ü. A. \| \| \| 10,514 \| Anschlussgleis Wibeba Holz GmbH \| Anschlussgleis Wibeba Holz GmbH \| \| \| \| Anschlussgleis Brau Union Österreich \| \| \| \| \| von Ober-Grafendorf \| \| \| \| 11,440 \| Wieselburg an der Erlauf \| 252 m ü. A. \| \| \| \| nach Gresten \| \| \| \| 13,965 \| Mühling \| 275 m ü. A. \| \| \| 14,871 \| Mühling-Plaika \| Mühling-Plaika \| \| \| 15,709 \| Mühling-Hart (03.09.1989 aufgelassen) \| Mühling-Hart (03.09.1989 aufgelassen) \| \| \| 17,807 \| Schauboden \| Schauboden \| \| \| \| AB Raiffeisen Lagerhaus Mostviertel Mitte \| \| \| \| 20,050 \| Purgstall an der Erlauf \| Purgstall an der Erlauf \| \| \| 22,500 \| Sölling \| Sölling \| \| \| 22,900 \| Merkenstetten aufgelassen \| Merkenstetten aufgelassen \| \| \| \| Erlauftal Straße \| \| \| \| 24,835 \| Saffen \| Saffen \| \| \| 26,865 \| Scheibbs (seit 12.12.2010 Endpunkt) \| 331 m ü. A. \| \| \| 28,758 \| Neustift \| Neustift \| \| \| 30,661 \| Neubruck \| Neubruck \| \| \| 31,697 \| Fürteben \| Fürteben \| \| \| 33,960 \| Peutenburg \| Peutenburg \| \| \| 36,358 \| Gleisanschluss Fa. Worthington \| Gleisanschluss Fa. Worthington \| \| \| 37,495 \| Kienberg-Gaming \| 391 m ü. A. \| \| \| \| Übergang zur Ybbstalbahn \| \| \| \| \| \| \| |                               |                                           |                                           |
| Strecke |                               | Westbahn von Wien                         | Westbahn von Wien                         |
| Bahnhof | 0,000                         | Pöchlarn                                  | 214 m ü. A.                               |
| Abzweig geradeaus und nach rechts | 1,119                         | Westbahn nach Salzburg                    | Westbahn nach Salzburg                    |
| Abzweig geradeaus und nach links |                               | AB Bramac                                 | AB Bramac                                 |
| Bahnhof | 4,370                         | Erlauf                                    | 223 m ü. A.                               |
| Brücke über Wasserlauf |                               | Erlauf                                    | Erlauf                                    |
| |                               | West Autobahn                             |                                           |
| Abzweig geradeaus und von links | 8,852                         | Anschlussgleis Fa. Wopfinger              | Anschlussgleis Fa. Wopfinger              |
| Haltepunkt / Haltestelle | 9,738                         | Petzenkirchen                             | 242 m ü. A.                               |
| Abzweig geradeaus und von links | 10,514                        | Anschlussgleis Wibeba Holz GmbH           | Anschlussgleis Wibeba Holz GmbH           |
| Abzweig geradeaus und von links |                               | Anschlussgleis Brau Union Österreich      | Anschlussgleis Brau Union Österreich      |
| Abzweig geradeaus und ehemals von links |                               | von Ober-Grafendorf                       | von Ober-Grafendorf                       |
| Bahnhof | 11,440                        | Wieselburg an der Erlauf                  | 252 m ü. A.                               |
| Abzweig geradeaus und nach rechts |                               | nach Gresten                              | nach Gresten                              |
| Haltepunkt / Haltestelle | 13,965                        | Mühling                                   | 275 m ü. A.                               |
| Haltepunkt / Haltestelle | 14,871                        | Mühling-Plaika                            | Mühling-Plaika                            |
| ehemaliger Haltepunkt / Haltestelle | 15,709                        | Mühling-Hart (03.09.1989 aufgelassen)     | Mühling-Hart (03.09.1989 aufgelassen)     |
| Haltepunkt / Haltestelle | 17,807                        | Schauboden                                | Schauboden                                |
| Abzweig geradeaus und von rechts |                               | AB Raiffeisen Lagerhaus Mostviertel Mitte | AB Raiffeisen Lagerhaus Mostviertel Mitte |
| Bahnhof | 20,050                        | Purgstall an der Erlauf                   | Purgstall an der Erlauf                   |
| Haltepunkt / Haltestelle | 22,500                        | Sölling                                   | Sölling                                   |
| ehemaliger Haltepunkt / Haltestelle | 22,900                        | Merkenstetten aufgelassen                 | Merkenstetten aufgelassen                 |
| Strecke mit Straßenbrücke |                               | Erlauftal Straße                          | Erlauftal Straße                          |
| Haltepunkt / Haltestelle | 24,835                        | Saffen                                    | Saffen                                    |
| Kopfbahnhof Strecke ab hier außer Betrieb | 26,865                        | Scheibbs (seit 12.12.2010 Endpunkt)       | 331 m ü. A.                               |
| Haltepunkt / Haltestelle (Strecke außer Betrieb) | 28,758                        | Neustift                                  | Neustift                                  |
| Bahnhof (Strecke außer Betrieb) | 30,661                        | Neubruck                                  | Neubruck                                  |
| Haltepunkt / Haltestelle (Strecke außer Betrieb) | 31,697                        | Fürteben                                  | Fürteben                                  |
| Haltepunkt / Haltestelle (Strecke außer Betrieb) | 33,960                        | Peutenburg                                | Peutenburg                                |
| Abzweig geradeaus und nach links (Strecke außer Betrieb) | 36,358                        | Gleisanschluss Fa. Worthington            | Gleisanschluss Fa. Worthington            |
| Kopfbahnhof Streckenende (Strecke außer Betrieb) | 37,495                        | Kienberg-Gaming                           | 391 m ü. A.                               |
| Kopfbahnhof Streckenanfang |                               | Übergang zur Ybbstalbahn                  | Übergang zur Ybbstalbahn                  |
| |                               |                                           |                                           |

Koordinaten: 48° 12′ N, 15° 12′ O
Die Bahnstrecke Pöchlarn–Kienberg-Gaming (Erlauftalbahn) ist eine Nebenbahn in Österreich. Sie ist eine Nebenlinie der Bahnstrecke Wien–Salzburg (Österreichische Westbahn) und ist das wichtigste öffentliche Verkehrsmittel im Erlauftal. Eigentümer und Betreiber sind die Österreichischen Bundesbahnen (ÖBB). Es werden Triebwagen der Reihe ÖBB 5047 eingesetzt.
Von Wieselburg zweigt eine Bahnstrecke nach Gresten ab, bei der es sich ursprünglich um einen Abschnitt der schmalspurigen Lokalbahn Ober-Grafendorf–Gresten handelt, einer Zweigstrecke der Mariazellerbahn. Sie wurde 1998 aus regionalwirtschaftlichen Gründen von Schmalspur auf Normalspur umgebaut und wird ausschließlich im Güterverkehr bedient.

## Geschichte

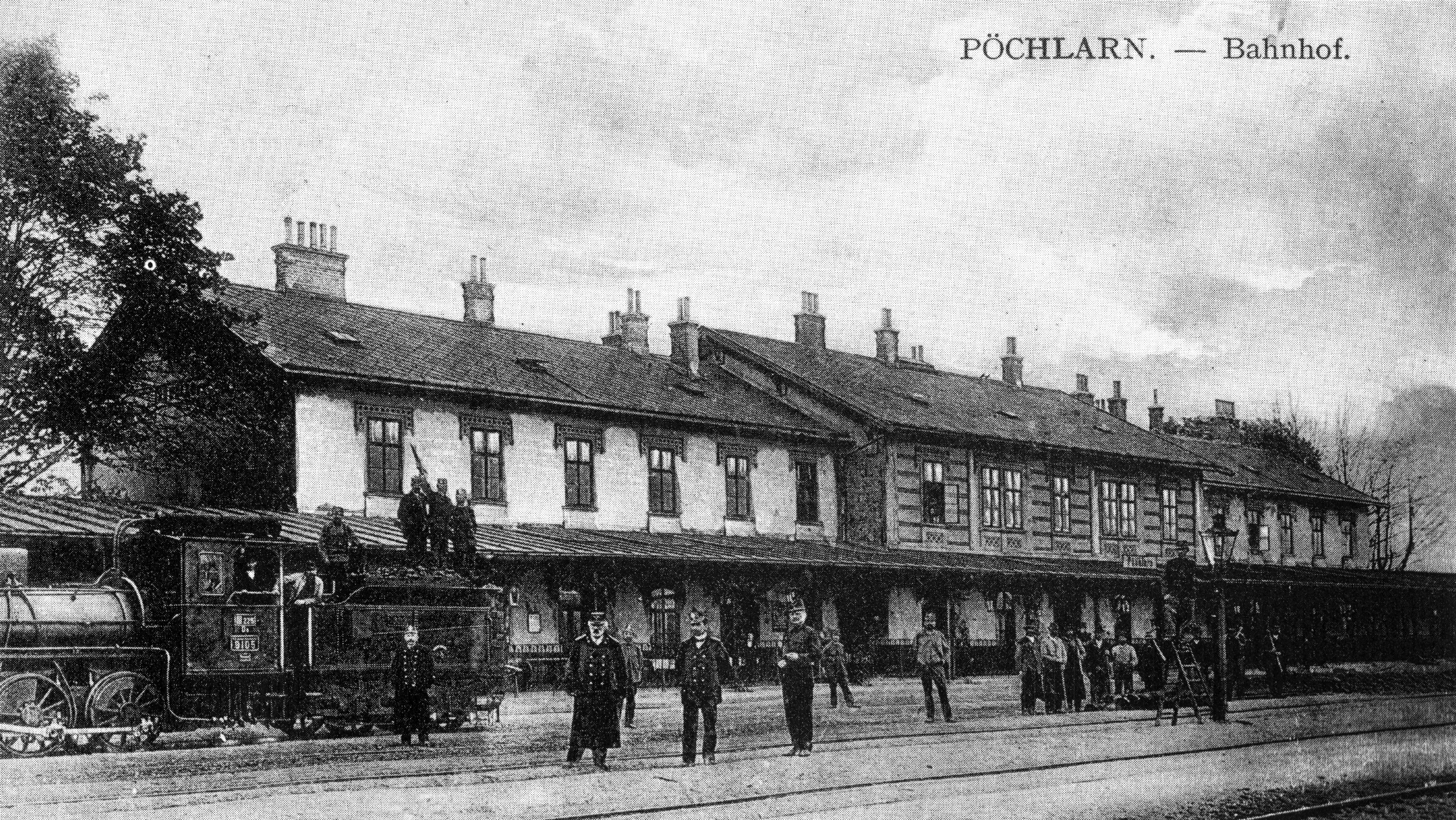
Bahnhof Pöchlarn (um 1900)

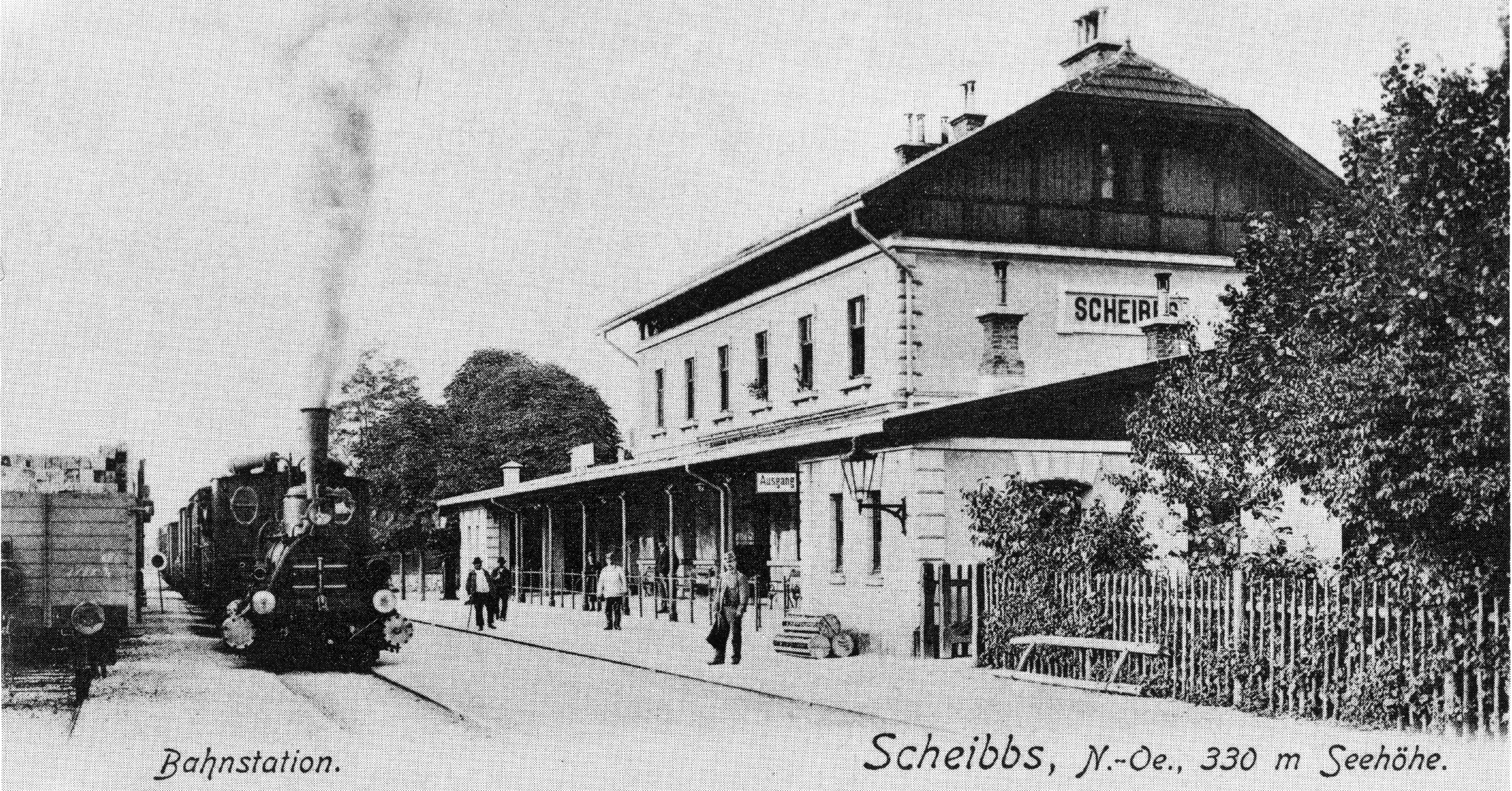
Bahnhof Scheibbs (1901)

### Vorgeschichte

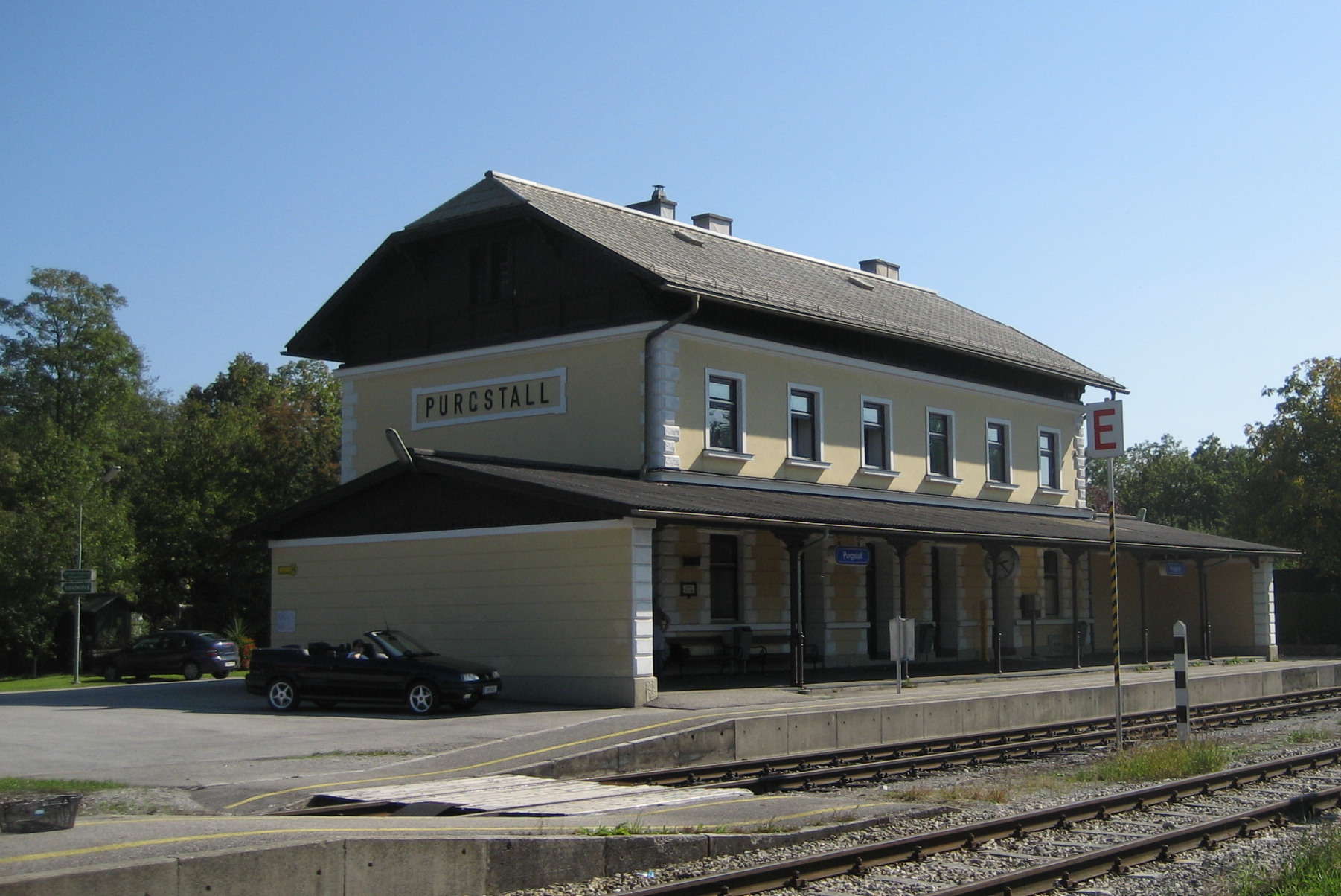
Bahnhof Purgstall (2007)

Die Entstehung der Bahn reicht bis in die Mitte des 19. Jahrhunderts zurück. Der Bau der Linie durch das Erlaftal – wie das Erlauftal ursprünglich genannt wurde – war hauptsächlich durch die dort hoch entwickelte Kleineisenindustrie bedingt, und alle während der Gründungsperiode propagierten Projekte sind auf die industrielle und verkehrspolitische Bedeutung dieses Gebietes zurückzuführen. So war schon das ursprüngliche Trassenprojekt der Kaiserin-Elisabeth-Westbahn auf eine Verbindung von St. Pölten, Schauboden im Erlauftal und Amstetten abgestellt. Auch für eine strategische Bahn Zwettl–Pöchlarn–Kienberg–Hieflau als direkte Verbindung der „Eisenwurzen“ mit Südböhmen trat man damals ein. Als aber die Trasse der Westbahn dann über Melk geführt wurde und die übrigen Projekte nicht verwirklicht wurden, trachteten die „Hammerherren“ wenigstens den Anschluss des engeren Eisenindustriegebietes, der so genannten „Eisenwurzen“, an die Westbahn und damit die Verbindung mit der Donau zu erwirken.
Großes Verdienst um die Ausführung dieses Projektes erwarben sich vor allem der in der Geschichte des Eisenwurzengebietes als Erfinder der Blechwalze bekannte Andreas Töpper, dessen Nachfolger Adolf Horst in Neubruck, Josef Reiser in Kienberg, Anton Fanta in Neustift und insbesondere der damalige Bürgermeister von Scheibbs, Ignaz Höfinger.
Nach mehreren Rückschlägen erfolgte unter Anton von Banhans als Handelsminister am 3. November 1874 die Erteilung der Konzession sowie deren Verlautbarung am 6. März 1875. Als Konzessionäre wurden genannt: Victor Graf Wimpffen im Vereine mit Adolph Horst, Leopold Hutterstraßer, Alexander Curti sowie August Köstlin.

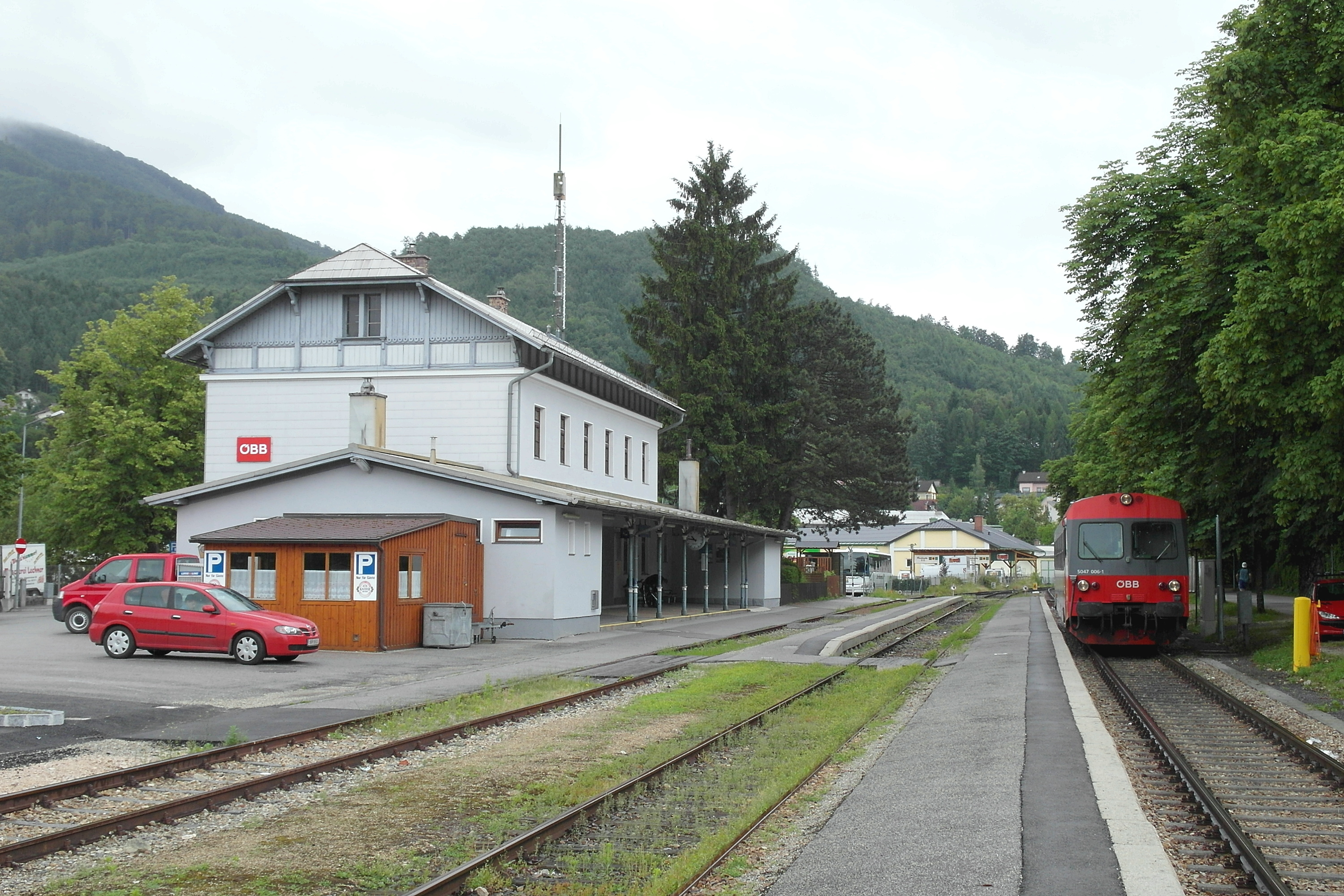
Bahnhof Scheibbs, heutiger Endpunkt des Personenverkehrs (2011). Er wurde inzwischen auf zwei Gleise rückgebaut.

Am 19. Oktober 1876 konstituierten sich die K. k. priv. niederösterreichischen Südwestbahnen in der Anwesenheit von 17 Aktionären, welche mehr als neun Zehntel des Actien-Kapitals repräsentierten.

### Bau und Inbetriebnahme

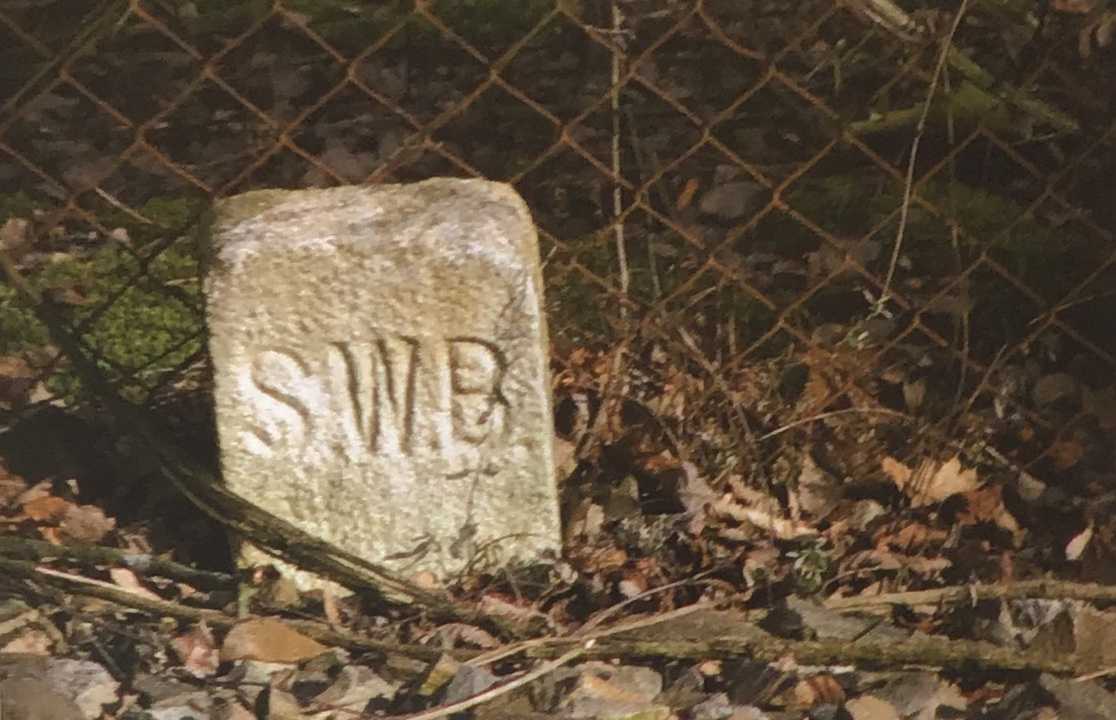
Südwestbahn-Grenzstein in Scheibbs

Der an die Unternehmung Franz Kraus, Johann Prokop und Georg Schlechter vergebene Bau der Erlauftalbahn wurde 1877 unter Oberingenieur Büchler als Bauleiter vollendet. Die technisch-polizeiliche Probefahrt wurde am 21. Oktober 1877 für beendet erklärt und die Eröffnung der Bahn für den folgenden Tag, den 22., bewilligt. Die eigentliche Eröffnungsfeier fand im Rahmen eines Festes unter der Leitung des damaligen Vizebürgermeisters Ignaz Höfinger in Scheibbs statt.
Unmittelbar nach der erwähnten Konstituierung der Gesellschaft k.k. privilegierte N.Ö. Südwestbahnen wurde von dem Konzessionär Horst deren Verstaatlichung angeregt, um einen regelmäßigen Betrieb auf dieser Linie auch für die Zukunft unabhängig von der finanziellen Lage der Gesellschaft zu sichern.
Trotz mehrfacher staatlicher Unterstützung sah sich die Aktiengesellschaft k. k. priv. niederösterreichische Südwestbahnen, die den Bahnbau begonnen hatte, unlösbaren Finanzierungsproblemen gegenüber, sodass der Staat die Restfinanzierung und schließlich 1878 die gesamte Bahnanlage unter der Bezeichnung k. k. niederösterreichische Staatsbahnen übernahm. Die Erlauftalbahn wurde somit fast gleichzeitig mit ihrer Eröffnung auch Staatsbahn. — Mit 28. Juni 1878 beschloss die Generalversammlung der niederösterreichischen Südwestbahnen die Liquidation der Gesellschaft.

### Betriebsgeschichte

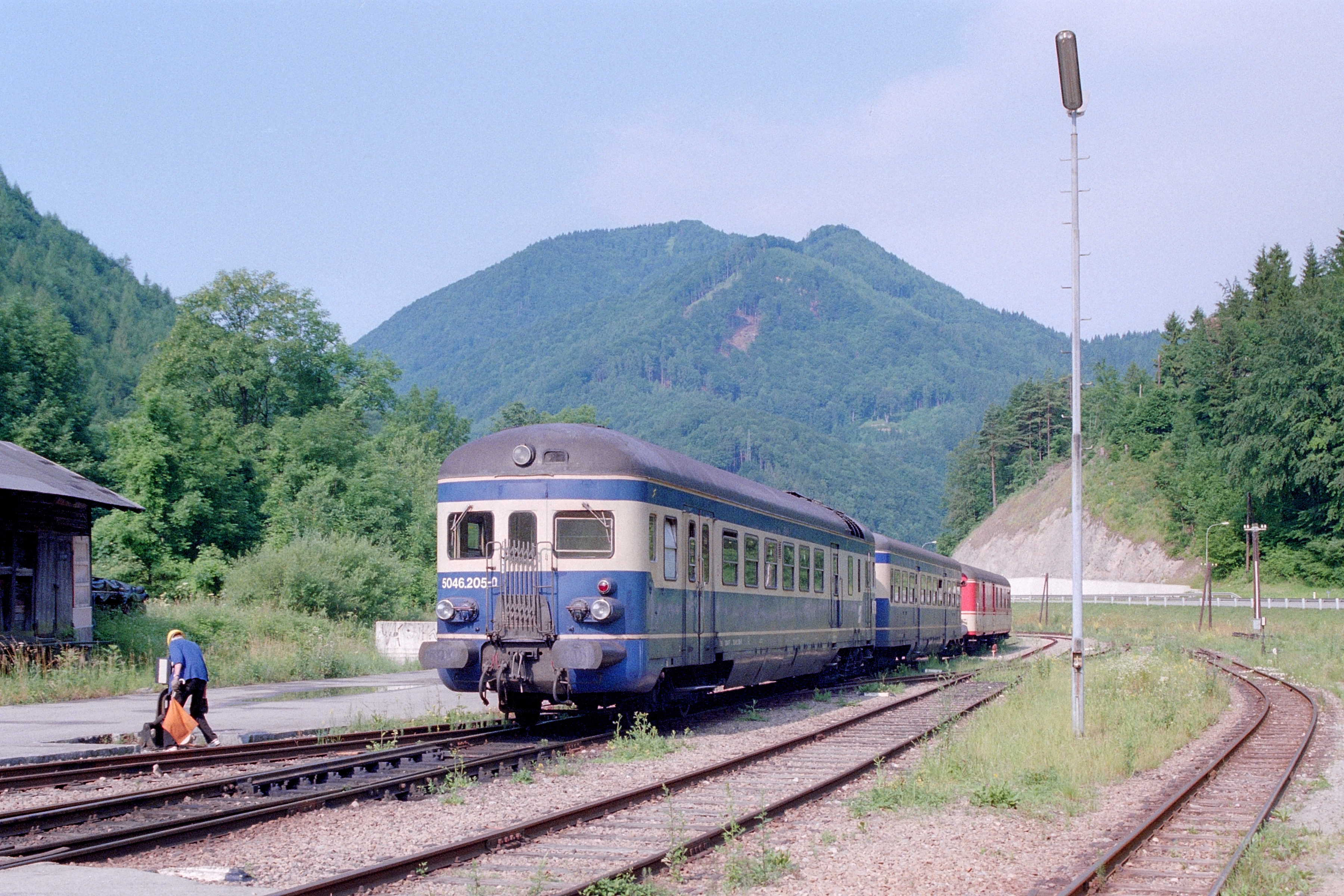
ÖBB 5046 (mit Postwagen) in Kienberg-Gaming (1991)

Das Kursbuch des Jahres 1878 wies für die Erlauftalbahn nur ein gemischtes Zugpaar pro Tag auf, dennoch entwickelte sich der Verkehr aufgrund der Eisenindustrie zufriedenstellend. Der neue Schienenweg erfüllte die in ihn wegen seiner wirtschaftlichen Vorteile gesetzten Erwartungen, indem die Eisenwerke im Erlauftal erfolgreich in den Wettbewerb größerer Produktionsbereiche eintreten konnten. Die Eisenbahn erschloss weiters das Gebiet für den aufkeimenden Fremdenverkehr, insbesondere ins Ybbstal und in Richtung des Ötschers. Die Eisenindustrie jedoch konnte sich – unter Einwirkung der Erfindung des Bessemerstahles – in ihrer ursprünglichen Gestalt nicht halten. Nach dem Niedergang der Zerrennhämmer wurde es notwendig, auf neue Produktionszweige auszuweichen, die in der Eisenwurzen jedoch keinen Einzug mehr hielten.
Die k.k. Staatsbahnen setzten zunächst die von den Niederösterreichischen Südwestbahnen übernommenen Lokomotiven (u. a. die Reihen 85, 90, 91 und 92) auf der Strecke ein, später kamen die moderneren und universell einsetzbaren Lokalbahnlokomotiven der Reihe kkStB 178 zum Einsatz.

Eine Verlängerung in Richtung Ybbstal wurde 1898 in Form der schmalspurigen Ybbstalbahn eröffnet. Seit 1927 wurde der Bahnhof Wieselburg von der schmalspurigen Lokalbahn Ruprechtshofen – Gresten (Krumpe) mitbenützt, deren Gleise im Bahnhofsbereich die Normalspurgleise der Erlauftalbahn kreuzten. Auch eine Rollbock- bzw. später Rollwagenanlage wurde errichtet.

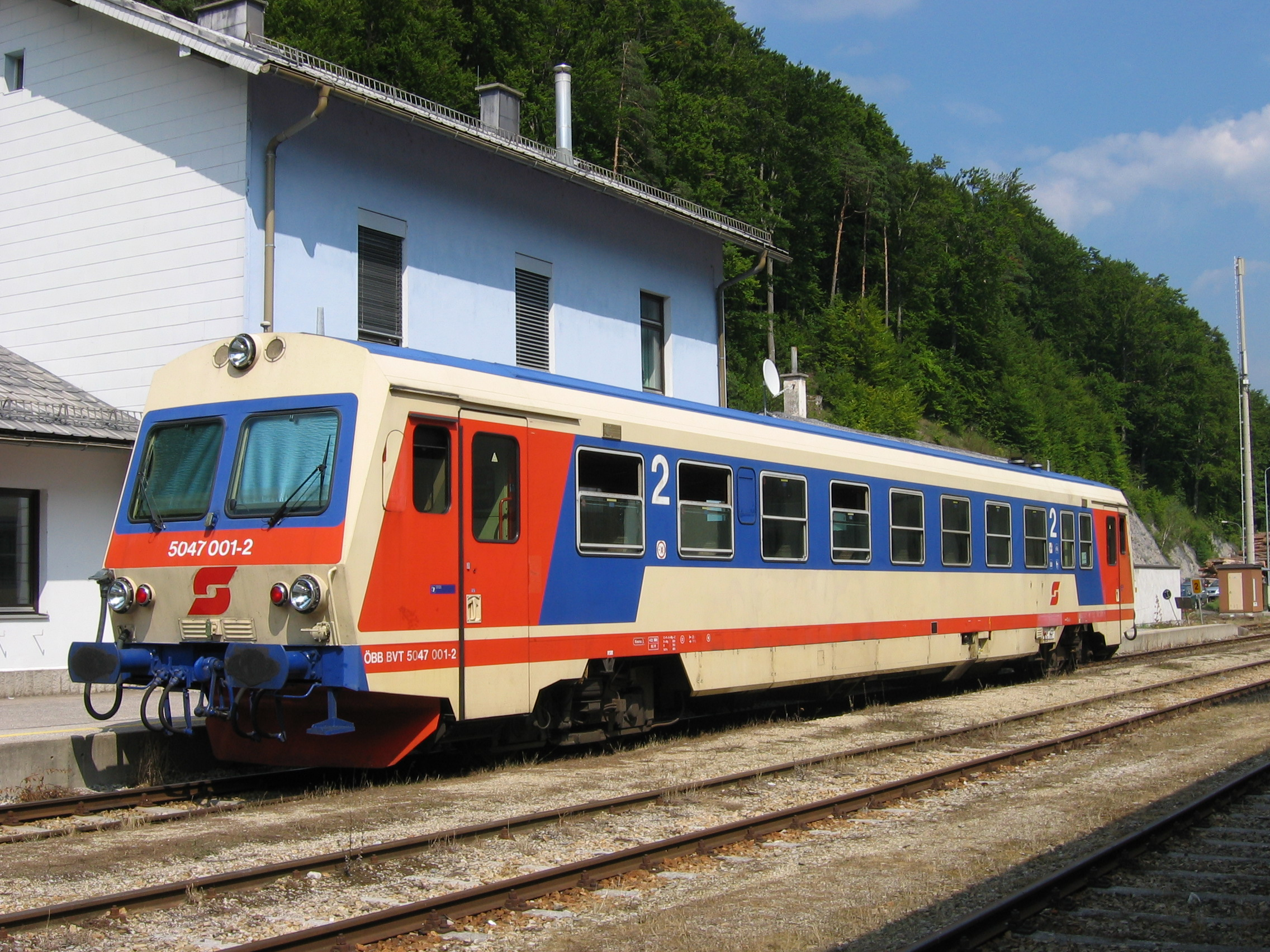
ÖBB 5047 in Kienberg-Gaming (2007)

Nach dem Zweiten Weltkrieg kamen bis 1966 die ursprünglich aus Bayern stammenden Lokomotiven der ÖBB-Reihe 770 auf der Erlauftalbahn zum Einsatz, zusätzlich Maschinen der Reihe 93. Die Verdieselung erfolgte um 1970 und brachte die Dieseltriebwagen der Reihen 5046/5146 sowie Loks der Reihe 2143 auf die Strecke. Seit den 1990er Jahren kommen ausschließlich die Dieseltriebwagen der Reihe 5047 zum Einsatz.
Zeitweise war die Zulegung einer Dritten Schiene zwischen Kienberg und Wieselburg geplant, womit die Streckennetze der Krumpe (bzw. Mariazellerbahn) und Ybbstalbahn verknüpft hätten werden können. Aufgrund des starken Güterverkehrs erfolgte im Jahr 1998 die Umspurung der schmalspurigen Strecke nach Gresten, die nun in Wieselburg in die Erlauftalbahn eingebunden wurde. Die verbliebene schmalspurige Strecke der Krumpe von Wieselburg nach Ruprechtshofen wurde hingegen im Jahr 2000 stillgelegt.

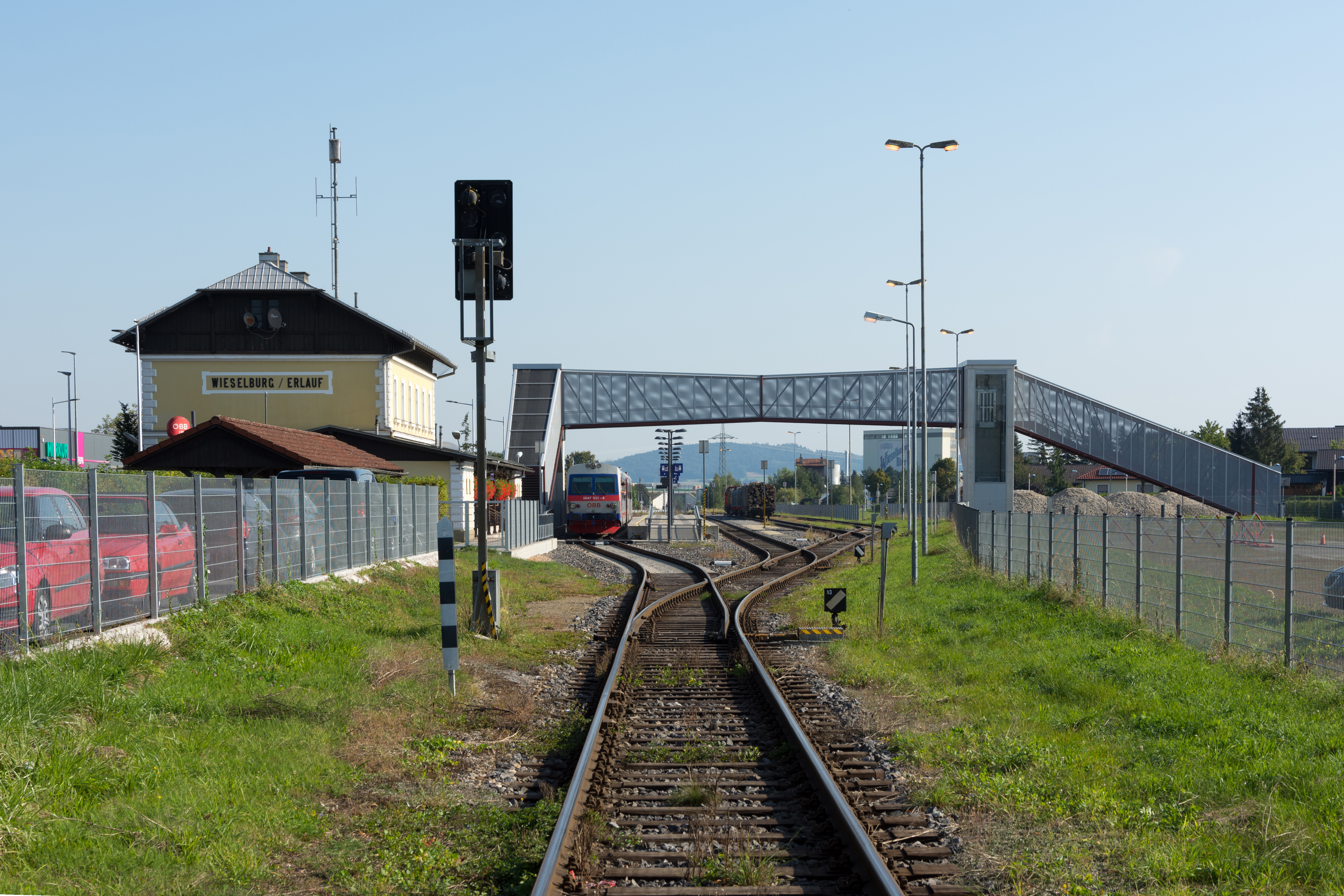
Bahnhof Wieselburg (2020)

Mit Fahrplanwechsel im Dezember 2010 stellten die Österreichischen Bundesbahnen den Schienenpersonennahverkehr zwischen Scheibbs und Kienberg-Gaming zugunsten einer Busverbindung ein, wodurch die zur Ybbstalbahn gehörende Museumsbahn ihren Bahnanschluss verlor. 2015 verkaufte die ÖBB die Strecke zwischen Scheibbs und Kienberg-Gaming einschließlich des Bahnhofareals in Kienberg-Gaming an den Verein ÖGLB, welche die Ybbstalbahn-Bergstrecke als Museumsbahn betreibt. Die normalspurigen Gleisanlagen wurden daraufhin abgetragen, um den Ankauf des Bahnhofs Kienberg-Gaming zu refinanzieren. Es besteht jedoch die Möglichkeit, auf der erhaltenen Trasse eine Verlängerung der Schmalspurbahn nach Scheibbs zu realisieren.
Die Reststrecke der Erlauftalbahn zwischen Pöchlarn und Scheibbs sollte bis 2028 elektrifiziert werden, wurde aber von 2028 auf 2033 verschoben. Einzelne Bahnhöfe wurden inzwischen modernisiert und mit barrierefrei zugänglichen Bahnsteigen ausgestattet.

### Unfälle
Am 10. März 1928 entgleiste eine Lokomotive der Reihe 178 bei Neustift und stürzte vom Bahndamm, der Lokomotivführer wurde eingeklemmt und kam ums Leben. Er konnte den Zug noch weitgehend abbremsen, so dass die Waggons – in denen sich 60 Kinder befanden – im Gleis stehen blieben.
Am 29. Juli 2013 kollidierten zwei entrollte Güterwaggons auf einer Eisenbahnkreuzung in Wieselburg mit einem PKW, dessen Fahrer stirbt.
Am 19. Oktober 2016 rollten fünf unbeladene, zum Teil vierachsige Güterwaggons mit Rungen dem Verschub in Randegg auf der Strecke Gresten–Wieselburg davon, rollten vermutlich etwa 20 Minuten lang über 10 bis 12 km Strecke und stießen gegen 11:45 Uhr MESZ in Wieselburg nahe der Brauerei auf den aus zwei Triebwagen bestehenden besetzten Regionalzug 7012, der von St. Pölten über Wieselburg nach Scheibbs unterwegs war. Vier Personen wurden schwer verletzt, acht leicht. Die Erlauftalbahn fuhr ab 20. Oktober 6:00 Uhr wieder.

## Streckenverlauf
Die Bahnstrecke verlässt den Bahnhof Pöchlarn und die Westbahn, zu der sie kurz parallel westwärts läuft und biegt bei Brunn an der Erlauf südwärts ins Erlauftal hinein, dem sie bis Erlauf an der rechten, nach Übersetzen des Gewässers auf der linken Flussseite kurvenreich bis Wieselburg folgt. Weiter südwärts geht es nach Überbrückung der Kleinen Erlauf bis Purgstall, ab wo sich das Erlauftal langsam zu verschmälern beginnt. Ab Scheibbs ist die Strecke inzwischen abgetragen worden, aber noch gut im Verlauf erkennbar. Sie führte am westlichen Hangfuß der Talschaft bis zum Bahnhof Kienberg-Gaming, wo die Ybbstalbahn ihren Ausgang nimmt.